# Lucy Angucia
Lucy Angucia (ur. ?) – ugandyjska lekkoatletka, tyczkarka.

## Rekordy życiowe
- Skok o tyczce (stadion) – 2,20 (2012) rekord Ugandy[1]